# Dmitri Mamin-Sibirjak
Dmitri Narkisovitsj Mamin (Russisch: Дмитрий Наркисович Мамин, pseudoniem: Sibirjak (Russisch: Сибиряк d.i. "Siberiër") (Visimo-Sjatanskifabriek (gouvernement Perm), 25 oktober [O.S.: 6 november] 1852 - Sint-Petersburg, 2 november [15 november] 1912) was een Russische schrijver die het meest bekend is geworden vanwege zijn romans en korte verhalen over het leven in het Oeralgebied.

## Leven
Mamin werd geboren in een familie van een Russisch-orthodoxe fabriekspriester. Hij kreeg eerst thuis onderwijs alvorens hij naar de school voor arbeiderskinderen in Visim ging. Hierna volgde hij van 1866 tot 1868 onderwijs aan de religieuze school in Jekaterinenburg en van 1868 tot 1872 aan de religieuze school van Perm, waar hij in aanraking kwam met de ideeën van Tsjernysjevski, Herzen en Nikolaj Dobroljoebov. In 1872 ging hij naar de faculteit voor veeartsenij van de Medische Academie van Sint-Petersburg. In 1876 brak hij zijn studie af en ging naar de Faculteit der Rechten van de Universiteit van Sint-Petersburg. Hij studeerde hier slechts een jaar, waarna hij vanwege zware gezondheidsproblemen (hij had een beginnende tuberculose opgelopen) en financiële problemen.
In de zomer van 1877 keerde hij terug naar zijn familie in de Oeral. Zijn vader stierf echter een jaar later, waardoor Dmitri plotseling gedwongen kostwinner werd. Hij trok daarop met zijn familie naar het grote culturele centrum Jekaterinenburg om werk te vinden en onderwijs te zoeken voor zijn broers en zus. Hij ontmoette daar Maria Aleksejeva, die niet alleen zijn vriendin en echtgenote, maar ook zijn literaire adiviseuse werd. Tijdens deze jaren maakte hij vele reizen door het Oeralgebied en bestudeerde haar geschiedenis, economie, etnografie. Ook bezag hij het dagelijks leven en sprak met het "gewone volk" (de prostetsami), met mensen met veel levenservaring.
Vanaf het begin van de jaren 80 van de 19e eeuw begon hij zich bezig te houden met literaire zaken. Zijn eerste werk was in 1881-1882 Van de Oeral naar Moskou (От Урала до Москвы), dat werd gepubliceerd in de Moskouse krant Russkieje Vedemosti. Daarna werden zijn sketschen In de Bergen en zijn verhalen Aan de grens van Azië en In slechte zielen gepubliceerd in het tijdschrift Delo. Vaak publiceerde hij deze onder het pseudoniem D. Sibirjak.
Zijn eerste grote werk was de roman De miljoenen van Privalov in 1883, dat een tijdlang met veel succes werd afgedrukt in het tijdschrift Delo. De publicatie van de roman "Bergnest” in 1884 in het tijdschrift Otetsjestvennye Zapiski vestigde Mamins reputatie als een gevestigd realist.
Door verschillende reizen naar de hoofdstad (van 1881 tot 1882 en van 1885 tot 1886) breidde Mamin zijn literaire contacten uit. Hij ontmoette Vladimir Korolenko, Nikolaj Zlatovratski, Viktor Goltsev en anderen. Tijdens deze jaren schreef en puibliceerde hij vele verhalen en sketsches.
Zijn laatste belangrijke werken waren Karaktertrekken uit het leven van Pepko (1894), Vallende sterren (1899) en het verhaal Moemma (1907).
In zijn romans en verhalen gaf de schrijver het leven weer in de Oeral en Siberië in de hervormingsjaren van de ontwikkeling van het kapitalisme in het Russische Rijk en de daarop volgende veranderingen in de publieke gewaarwording, wettelijke normen en moralen. Zijn bekendste werken zijn De miljoenen van Privalov (1883) (Nederlandse vertaling 2006, Van Soeren), Bergnest (1884), Goud (1892), Brood (1895), de novelle Ochonna’s wenkbrauwen (1892) en de bijeengebrachte verzamelingen Oeralverhalen (1895) en Siberische verhalen (1889). Bekende kinderboeken van hem waren bijvoorbeeld Aljonoesjka-vertelsel (1894-1896), Grijze nek (1893) en Weerlichten (1897).
In 1890 scheidde hij van zijn eerste vrouw en trouwde met actrice M. Abramova van het dramatheater van Jekaterinenburg en verhuisde naar Sint-Petersburg. Abramova stierf echter een jaar later en liet haar zieke dochter Alenoesjka achter in de armen van haar radeloze vader.
- Bibsys: 90075921
- Biblioteca Nacional de España: XX1108058
- Bibliothèque nationale de France: cb12561977v (data)
- CiNii: DA03386403
- Gemeinsame Normdatei: 118781502
- International Standard Name Identifier: 0000 0001 2135 8069
- Library of Congress Control Number: n80057107
- Nationale Bibliotheek van Letland: 000076505
- Bibliotheek van het Japanse parlement: 00448647
- Nationale Bibliotheek van Tsjechië: jo20000080693
- Nationale bibliotheek van Australië: 36400584
- Nationale Bibliotheek van Israël: 987007311632505171
- Nationale en Universitaire bibliotheek Zagreb: 000055428
- Nederlandse Thesaurus van Auteursnamen: 069821380
- LIBRIS: 74017
- Système universitaire de documentation: 034918698
- Trove: 1254048
- Virtual International Authority File: 61663594
- WorldCat: E39PBJg4qJgDxG7wWVX3bcFVG3